# Yang Xinhai
Yang Xinhai (în chineză: 杨新海 n. 17 iulie 1968 - d. 14 februarie 2004), cunoscut și sub numele Yang Zhiya sau Yang Liu, a fost un criminal în serie din China, care a recunoscut că a ucis 65 de persoane și a comis 23 de violuri.
A fost cel mai prolific criminal în serie din această țară, motiv pentru a mai fost numit în presă "Monster Killer".
Ca mod de acțiune, pătrundea noaptea în casa victimei și ucidea pe toți din familie cu toporul, satârul sau ciocanul.
A fost arestat la 1 februarie 2004 și condamnat la moarte după un proces care a durat mai puțin de o oră și executat două săptămâni mai târziu.
Cu câțiva ani în urmă, mai fusese arestat în mai multe rânduri pentru furt și tentativă de viol și a fost eliberat după ispășirea pedepselor.
În presă s-a vehiculat ideea conform căreia motivul faptelor sale ar fi o revoltă împotriva societății cauzată de despărțirea de o fostă prietenă.